# Samouïl Feinberg
Pour les articles homonymes, voir Feinberg.
Samouïl Ievguenievitch Feinberg (en russe : Самуил Евгеньевич Фейнберг), né le 26 mai 1890 à Odessa et mort le 22 octobre 1962 à Moscou, est un pianiste et compositeur russe puis soviétique.

## Présentation
Feinberg est connu en tant que pianiste et pédagogue, mais relativement tombé dans l'oubli comme compositeur. Il écrivit principalement pour le piano (12 sonates et 3 concertos) et pour la voix.
Son œuvre peut se diviser en deux parties : 
- entre 1910 et 1933, une écriture riche et virtuose, très chromatique et contrastée, partiellement redevable de l'influence de Scriabine, Medtner et Busoni ;
- de 1934 à sa mort en 1962, une plus grande simplicité, un langage diatonique et une prépondérance de la mélodie rappelant un peu l'évolution de Prokofiev et de Miaskovski.

À ces œuvres s'ajoutent des transcriptions, contenant par exemple une quinzaine de pièces de Bach, mais aussi des pièces de nombreux autres compositeurs.
Très tôt, Feinberg devint célèbre dans son pays, étant le premier à présenter en Russie dès 1914 l'intégralité du Clavier bien tempéré de Bach en concert, jouant plus tard plusieurs cycles des 32 sonates de Beethoven et les 10 sonates de Scriabine.
À partir de 1924, certaines œuvres sont éditées chez Universal Edition à Vienne. 
La Sixième Sonate op. 13 fait grande impression lors du Festival de musique contemporaine de Venise le 4 septembre 1925 sous les doigts de l'auteur, de même que le Premier Concerto op. 20 créé à Moscou en 1932 sous la direction d'Albert Coates.
Le critique américain Carl Engel (futur ami de Schönberg) écrivait dès 1924 dans The Musical Quarterly que Feinberg était « peut-être un génie ».
Feinberg est invité régulièrement en Autriche et en Allemagne (1925, 1927 et 1929). Il enregistre aussi à Berlin dès 1929, ainsi que pour plusieurs radios allemandes.
Quelques années plus tard, ces succès montants en Occident furent stoppés par les bouleversements politiques staliniens en URSS.
C'est à cette époque que son ami et éditeur Nikolaï Jiliaïev (qui fut son professeur de composition avant 1914) disparaît en prison en liaison avec l'affaire Toukhatchevski. Feinberg ne fut plus autorisé à sortir de l'URSS dès les années 1930 (à l'exception de ses deux participations dans le jury des concours de Vienne 1936 et Bruxelles 1938) et, sa musique (même tardive) ne correspondant pas aux critères du « réalisme socialiste », il cessa de jouer ses œuvres antérieures préférant se murer dans le silence ou créer des partitions relativement plus simples pour l'auditeur.
Les Concertos n° 2 (1944) et n° 3 (1947) se réfèrent à cette dernière période. Cependant, Feinberg reste après la guerre l'un des artistes les plus essentiels en Russie et il peut réaliser vers la fin de sa vie (notamment après son abandon de la scène en 1956 pour raison de santé) un certain nombre d'enregistrements comme interprète.
Feinberg fut l'un des plus remarquables professeurs du Conservatoire de Moscou (de 1922 à sa mort le 22 octobre 1962), profondément admiré par ses élèves, et ce sont eux qui publieront son livre Le Pianisme comme un art, à titre posthume comme il le souhaitait.
Resté célibataire, Samouïl Feinberg vécut en compagnie de son frère (peintre) et de la famille de celui-ci. C'était un homme très cultivé, spirituel, modeste et détestant la promotion personnelle d'une façon maladive.
Feinberg, dont chacune des sonates représente, comme disait Tatiana Nikolaïeva, un « poème de vie », fut un artiste prophétique, conscient des abîmes et des ambiguïtés de notre temps.
Mort à Moscou, l'artiste repose au cimetière Golovinskoïe.

## Source
D'après un texte de Christophe Sirodeau (1998), avec l'accord de l'auteur et de l'Association internationale Feinberg-Skalkottas, 2008.

## Référence
1. ↑  Jean-Pierre Thiollet, 88 notes pour piano solo, Magland, Neva Editions, 2015, 368 p. (ISBN 978-2-35055-192-0), p. 50.